# Opération « Mercury »
Opération « Mercury » est la vingt-neuvième histoire de la série Les Aventures de Buck Danny de Jean-Michel Charlier et Victor Hubinon. Elle est publiée pour la première fois dans le journal Spirou du no 1249 au no 1283. Puis est publiée sous forme d'album en 1964.

## Résumé
Le groupe aéronaval de l'USS Forrestal est mouillé à la base navale de Norfolk. On y embarque depuis deux semaines, dans un secteur isolé du port, strictement interdit à toute personne non accréditée, une quantité impressionnante d'équipements électroniques.
Le porte-avions va participer à l'opération de récupération de la capsule Mercury III et de son spationaute, le captain Dayton.
Dans le même temps, Tuckson s'éprend d'une vedette locale, Miss Lulu Belle, starlette de music-hall. Par ailleurs est signalée la présence dans la région d'une puissante organisation d'espionnage. Or la fiancée du Texan roux, est précisément un agent de renseignement, d'une habileté diabolique, appartenant de cette organisation.
Elle va donc mettre à profit cette relation avec Tuckson pour accéder à des renseignements qui permettront l'interception et la capture de la capsule et de son occupant, qui seront récupérés par un sous-marin clandestin, pendant que le porte-avions, ayant été préalablement saboté à quai à Norfolk, est impuissant.
Ce qui devait-être une démonstration de maîtrise technique majeure de la part des États-Unis, lancés en pleine course dans la conquête de l'espace, menace de virer au fiasco.
Tuckson, dont l'honneur est sali par une complicité involontaire, veut racheter sa bourde, en tentant, sans succès, de couler le submersible par un écrasement volontaire sur son massif - à la façon d'un kamikaze !
En parallèle, les services de la sécurité militaire de la base de Norfolk procèdent à l'arrestation de Miss Lulu Belle et de ses proches. L'opération clandestine semble donc avoir totalement échoué. Pourtant la capsule et son pilote, ainsi que Tuckson sont portés disparus. Il est donc plus qu'urgent pour Danny et Tumbler, auxquels se joint Slim Holden, de procéder à leur recherche, afin d'éviter un grave incident diplomatique pouvant provoquer un nouveau conflit mondial.
Tous se lancent donc à la recherche du sous-marin ayant capturé la capsule Mercury et à la recherche de Tuckson...

## Contexte historique
Cet épisode a été publié dans l'hebdomadaire Spirou entre mars et novembre 1962.
Sa composition (scénario et dessins) est donc contemporaine du début de la conquête spatiale américaine.
Mercury-Redstone 3 est la première mission spatiale américaine habitée, lancée dans le cadre du programme Mercury le 5 mai 1961 à l'aide d'une fusée Redstone, à partir du complexe de lancement 5 (LC-5) à Cap Canaveral, en Floride. L'astronaute Alan Shepard réalise à bord du vaisseau Mercury baptisé Freedom 7 un vol suborbital d'une durée de quinze minutes, atteignant l'altitude de 187 km (116 mi).

## Personnages
Outre les héros habituels de la série, figurent :
- l'amiral (RADM) commandant le CVBG articulé autour du porte-avions USS Forrestal et constituant (dans cette fiction) la 3e Flottille spéciale.
L'amiral pratique le golf, et y joue en tenue civile (pantalon léger, chemisette) mais en arborant sa casquette d'uniforme.
D'abord nommé "Smith"[2], il change ensuite de nom, pour porter celui de Barnley[3].
- Lulu Belle, artiste de music-hall et espionne, dotée d'une habileté diabolique[4].
- James "Jimmy" Dayton[5] (Les Voleurs de satellites, planche BD.1B., case D1), capitaine (USAF), astronaute de la NASA et chef de la mission spatiale "Mercury III" (à ne pas confondre avec la mission véridique du 5 mai 1961).
Dayton est présenté par Buck Danny comme son "camarade de promotion à l'école de l'air[6]". Toutefois, lorsqu'ils se retrouveront, à la fin de l'épisode suivant[7] ni l'un ni l'autre ne semblera se souvenir de leur camaraderie ancienne. Ils se vouvoieront même avec déférence[8] ; sauf à la toute fin de l'aventure, lorsque Dayton, affaibli par une grave blessure, provoquera une amicale compassion de fraternité de combat de la part de Danny[9].
- À la planche O.M.11B., case D3, un capitaine de vaisseau apparaît en compagnie de l'amiral et de Buck Danny ; compte tenu de son grade, il s'agit vraisemblablement du commandant du porte-avions.

## Avions
Lors de la parution du récit, la désignation nouvelle dite Tri-Service n'était pas encore en vigueur. Les désignations suivantes sont donc celles en vigueur avant septembre 1962.
- Grumman F11F-1 (F-11A) Tiger (Planches OM10, OM11, OM18, OM28, OM29, OM35, OM36, OM39, OM41 à OM44)
- Grumman F9F-8 (F-9J) Cougar (Planche OM12A)
- Sikorsky HSS-1 (SH-34G) Seabat (Planche OM36B)
- Grumman S2F-3 Tracker (Planches OM37B et OM43A))
- Grumman WF-2 Tracer. Un doute subsiste cependant sur l'appareil représenté sur la planche O.M.43A, case B1 : la taille de son radôme est bien plus petite que celle contenant — en vérité — le radar AN/APS-82, et l'avion en question est dessiné avec une (mono-)dérive de S2F-3 Tracker, au lieu de la double dérive caractéristique du WF-2 Tracer.

## Bâtiments de guerre
Outre le porte-avions Forrestal, l'épisode met en action plusieurs destroyers de son escorte, identifiés par leur numéro de coque.
- DD-862 Vogelgesang (classe Gearing) déjà mis en scène dans l'épisode Top secret ; la participation de ce dernier, encore en service actif dans l'US Navy en 1961-62, est vraisemblable.

En revanche les autres destroyers cités apparaissent de façon anachronique :
- DD-410 Hughes (classe Sims) (en réalité utilisé comme cible à Bikini en 1946, puis condamné en octobre 1948)
- DD-430 Eberle (classe Livermore) (en réalité cédé à la Grèce, en 1951)
- DD-436 Monsen (classe Livermore) (en réalité coulé à Guadalcanal le 13/11/1942)

- Un autre "destroyer" de la force d'escorte est cité en narratif[10] : le Pensacola. Dans la réalité le seul bâtiment de ce nom dans l'US Navy, contemporain de cette époque, n'était pas un destroyer, mais un croiseur, l'USS Pensacola (CA-24), actif de 1930 à 1945, et coulé comme cible en 1948.

- Est aussi présent (à quai, dans le port de Norfolk) le porte-avions USS Independence (CVA-62) (planche O.M.12A, case A1).

Dans les forces adverses interviennent des submersibles, de formes imaginaires, mais inspirés en partie par les sous-marins britanniques de la classe S de 1940-45.
Le plus actif de cette petite meute est le UB_N-27.
Les deux autres sont : le UB_N-21 et le UB_N-43.

## Anomalies et contradictions dans l'intrigue
- Saison et climat

L'aventure commence au milieu du mois de novembre, à l'approche de la fête du 
Thanksgiving, donc en saison froide, même (et surtout) en Virginie. Or le parcours de Golf (au début de l'épisode) est pratiqué en tenue légère (d'été), et l'altercation avec des malfrats (planche O.M.7) met en scène ces derniers en tenue tout aussi légère.
- Précautions et préservation du secret

Confinement (réclusion ?) du personnel de la flottille, avant l'opération, puis soudaines permissions libéralement accordées avant l'appareillage.
Dévoilement irréfléchi de Tuckson de l'affectation des pilotes (planche O.M.4.B. case D2)
Aveu naïf de Danny sur ce que contient son portefeuille (planche OM.13B. case C2)
- Portée de détection des sonars

La portée de détection passive est plus lointaine que l'active - rarement utilisée par les sous-marins en opération ;  
- Capacité de réception des ondes radio sous la mer

Impossible pour les ondes courtes, surtout en "plongée très profonde"
- Rendez-vous quotidien, à heure fixe (10h30 pm) ne tenant pas compte des éventuels vols qui pourraient être imposés à Tuckson à ces heures-là ((planche OM.25B. case C3) lui interdisant alors d'honorer ses rendez-vous.
- Impossibilité physique d'émettre des signaux radio, de l'intérieur du bâtiment, sans antenne extérieure, en raison de l'effet "cage de Faraday") induit par la coque métallique ;

- Manœuvres de port : appareillage du porte-avions dans la mauvaise direction (cap vers le fond de la darse (planche OM.26A. case A/B 2) - dessin inspiré d'une photo (officielle) de ~1955 (http://www.navsource.org/archives/02/0259ae.jpg), et qui montrait le Forrestal prêt à accoster, et non en cours d'appareillage.

- Propulsion de la capsule spatiale "Mercury", au moyen de ses rétrofusées et de son étage de sauvetage (planche OM.32B. case D1)

- Emploi (inadapté) d'appareils de combat (chasseurs Tiger), par nature trop rapides, comme plateforme d'observation d'objets de surface ou sous-marins nécessitant une vitesse de patrouille modérée.

## Publication

### Dessinateurs
Plusieurs planches de l'épisode ne sont pas totalement de la main de Victor Hubinon, mais d'un autre illustrateur, qui aurait assumé leur encrage final, ou bien le dessin entier.
Il s'agit des planches 12 et 13 ; des planches 15 à 18, 23 à 25, 27 à 29, 31, et 33 à 37.